# 桶川市立桶川小学校

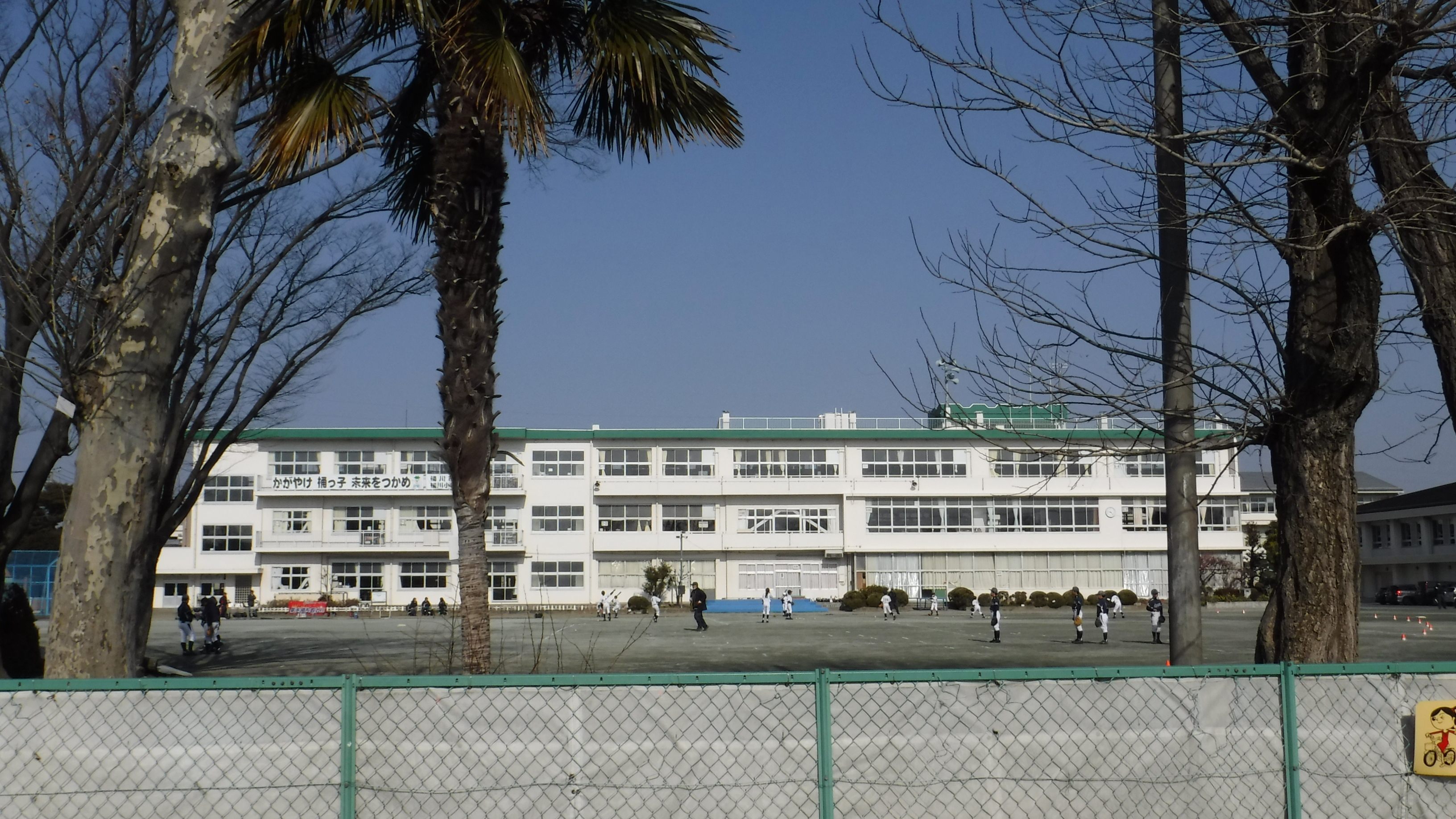
南側、運動場

桶川市立桶川小学校（おけがわしりつ おけがわしょうがっこう）は、埼玉県桶川市西一丁目にある公立小学校。

## 概要
2007年に既存の桶川南小学校と桶川北小学校を合併して誕生した小学校。新設校ではあるが合併前の二校は1872年11月に開校した興川学校（後の桶川南小学校）を起源としている。桶川南小学校が2008年に存続もしくは桶川小学校が正式に桶川南小学校を受け継いでいれば創立136年の理論上は日本最古の小学校の一つになっていた（興川学校が開校した年に学制頒布が行われたため）。しかしその歴史を受け継ぐことはせずに完全な新設校という位置づけになっている。そのため2007年の開校で2008年では創立2年目である。
既存の校舎を利用しているため新しく設置された学校ではあるが設備は整っている。2008年度の児童数は870人。しかし2021年現在は621人となっている。

## 課外での利用
他の学校と同様、設備は申し込みをすれば利用できるため、各地で見られる少年スポーツチームが休日に練習をしている風景を見ることができる。また立地上から中山道で祭りがおこなわれるときに校庭が駐輪場兼別会場として利用される。なお、この学校の校庭は桶川市にある小学校別対抗の市内体育大会の会場となっている（しかし2005年度と2008年度,2018年度に実施されたときにはここではなく日出谷小学校で実施されていた）。

## 歴史

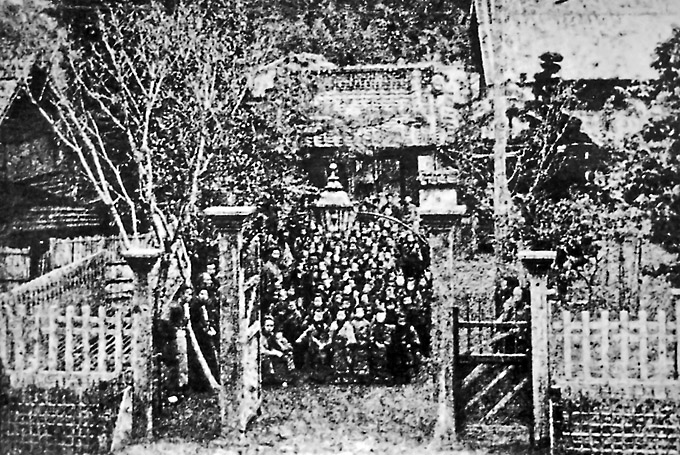
興川学校（明治期）

桶川町立桶川南小学校（1959年）

新設校であるため正式に歴史と呼べるものは皆無に等しいが、元々1つの学校が2つに分割され、再び1つになって誕生した学校であるため、元をたどれば相当な歴史を見ることができる。
学校の始まりは明治維新時代の1872年（明治5年）11月5日に開校した興川学校からである。
この学校は学制頒布が明治5年の8月に行われ、その3か月後の同年11月に周辺地域は勿論、全国に先駆けて桶川宿の本陣に開校した。大抵は寺などに設置されることが多かったが、場所を宿場の本陣としたのは珍しいことであった。
のちに桶川尋常小学校となり、さらに桶川小学校と改称される。つまり歴史上では桶川小学校と称する学校が2つあることになる。
1952年に（旧）桶川小学校の分校が桶川町大字桶川558番地（現在は桶川市西1-4-27で桶川小学校の所在地）に設置される。
1957年に分校から桶川北小学校が創設され、同時に（旧）桶川小学校本校が桶川南小学校と改称される。これ以来両校は別の学校として存続していくが、桶川北小が規模を大きくしていくのに対して、桶川南小は児童数が市内のほかの小学校に比べて極端に少なく全学年各1クラスという状態がしばらく続いてきた。

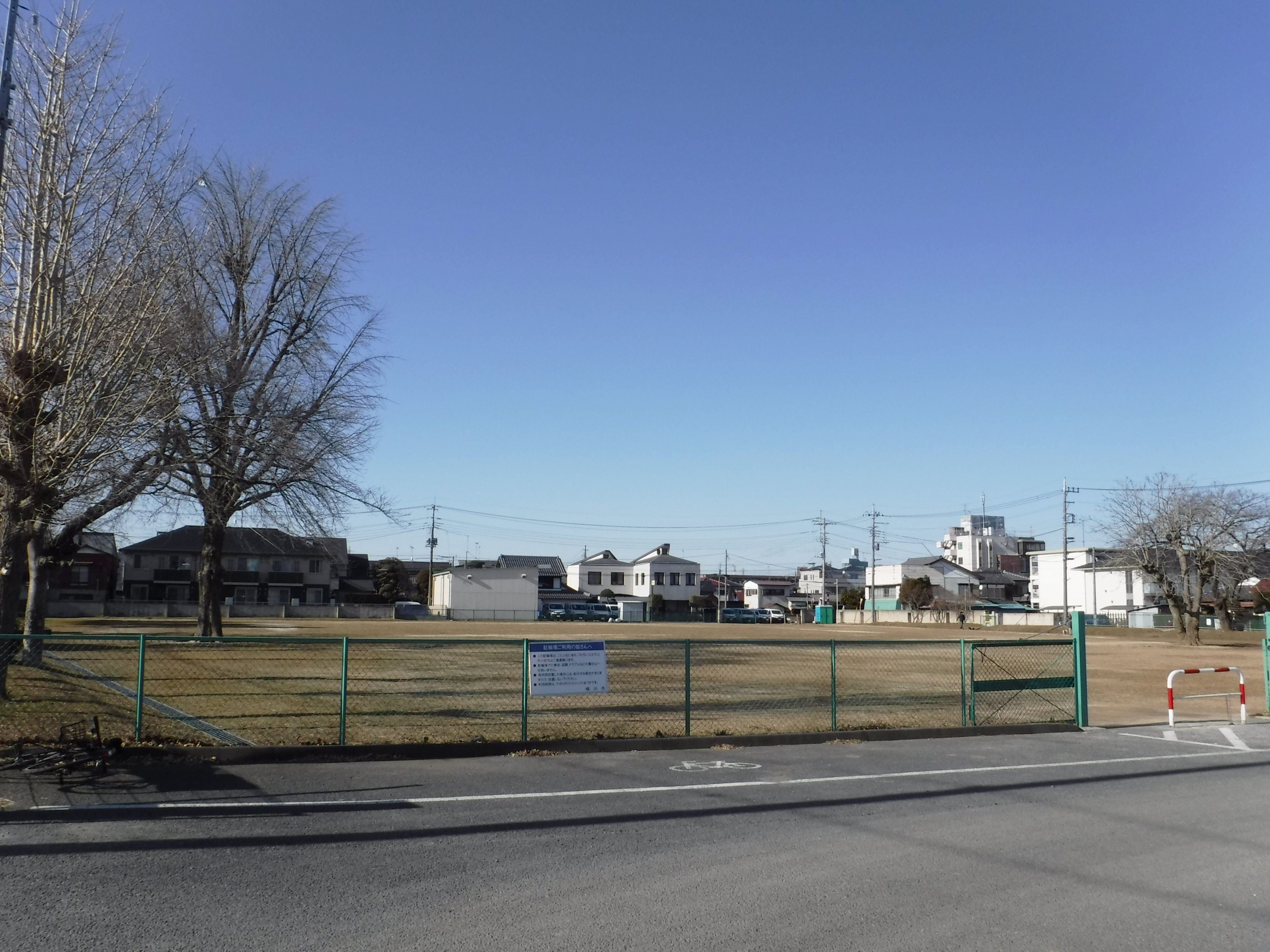
桶川南小学校跡、ことぶき広場（2018年2月）

高度成長以降、人口が急増した衛星都市の中心部にありながら稀な例ではあるが江戸時代以来の街の中に設置されたこともあり元々の学校の規模は小さかった。しかしその影響があってか（駅東口の再開発も考えられる）2006年度の授業をもって桶川北小、桶川南小の両校が廃止され、2007年度からは桶川北小学校の跡地に新たに両校を合併した（現）桶川小学校が新設された。

## 年表
- 1872年11月5日 - 興川学校開校
- 1886年4月 - 桶川尋常小学校と改称
- 1893年8月 - 高等科設置
- 1907年12月 - 桶川南小学校の所在地に移転
- 1952年4月1日 - 桶川小学校分校の設置
- 1957年4月1日 - 分校から桶川北小学校設置、本校は桶川南小学校となる

桶川南小学校
- 1959年7月 - 町内初の鉄筋コンクリートの校舎落成
- 1967年7月 - プールの設置

桶川北小学校
- 1959年9月 - 町内初の学校給食が開始
- 1964年11月 - 体育館落成
- 1967年7月 - プールの設置

- 2007年4月1日 - 桶川南小学校、桶川北小学校を合併して桶川小学校設置
- 2008年4月 - 2代目校長就任

## 桶川北小学校の継承
桶川小学校開校に際して校章などの学校の象徴となるものは新たに作成された。しかし校舎は桶川北小学校を増改築したものが使われており、校門などの「桶川北小学校」の名前を「桶川小学校」に変更したため桶川北小学校を継承した感は否めない。名称の差し替えは徹底して行われているが、既存の設備や体育着のデザインは桶川北小時代のものが使われている。

## その他
- 校地の中に「松山以奈り道の道しるべ」という東松山へ通じる脇街道の起点があったことを示す標識がある。
- 桶川北小学校が桶川小学校になったことに合わせて市内循環バスのバス停の名称が変更された。